# Anne Klein
Anne Klein, pseudonimo di Hannah Golofski (New York, 3 agosto 1923 – 19 marzo 1974), è stata una stilista statunitense.

## Biografia e carriera
Anne Klein comincia la propria carriera nel mondo della moda, ad appena 15 anni, disegnando e vendendo i propri bozzetti. Nel 1937 viene assunta da Varden Petites, come stilista della linea di abbigliamento dedicata all'infanzia.
Dopo la seconda guerra mondiale sposa Ben Klein, con il quale fonda Junior Sophisticates, una azienda di abbigliamento, specializzata in sofisticate collezioni moda per bambine. Soltanto nel 1968 fonda il suo brand Anne Klein and Co., che diventerà un importante punto di riferimento nel settore dell'abbigliamento sportivo.
La stilista è morta ad appena 50 anni per un cancro al seno il 19 marzo 1974. Alla sua morte la direzione artistica di Anne Klein and Co. è stata rilevata dapprima da Donna Karan, che lascerà l'incarico nel 1989 per poter fondare la propria casa di moda, la DKNY, in seguito a Louis Dell'Olio (fino al 1993) ed infine a Richard Tyler. Attualmente Anne Klein and Co è in mano al gruppo Jones Apparel Group.